# Messraum (Mathematik)
Messraum oder auch messbarer Raum ist ein Begriff der Maßtheorie, einem Teilbereich der Mathematik, der sich mit der Verallgemeinerung von Volumenbegriffen beschäftigt. Messräume bilden hier ein Analogon zum Definitionsbereich, sie geben an, über welche Mengen eine Aussage getroffen werden kann.

## Definition
Ein Tupel {\displaystyle (\Omega ,{\mathcal {A}})} heißt Messraum oder messbarer Raum, wenn
- {\displaystyle \Omega } eine beliebige Grundmenge ist und
- {\displaystyle {\mathcal {A}}} eine σ-Algebra auf dieser Grundmenge ist.

In der Stochastik werden Messräume auch Ereignisräume genannt.
Eine Menge {\displaystyle A} heißt  messbare Menge, wenn {\displaystyle A\in {\mathcal {A}}} ist.

## Abgrenzung zu anderen Messbarkeitsbegriffen
Wichtig für den hier verwendeten Begriff einer messbaren Menge ist, dass dafür kein Maß definiert sein muss, sondern nur ein Messraum. Daher spricht man auch teilweise von Messbarkeit bezüglich eines Messraumes.
Davon abzugrenzen ist die Messbarkeit nach Carathéodory von Mengen bezüglich eines äußeren Maßes. Auch hier wird kein Maß benötigt, sondern nur ein äußeres Maß.

## Beispiele
Betrachtet man als Beispiel den Grundraum
{\displaystyle \Omega =\{1,2,3,4\}}
und definiert darauf die zwei σ-Algebren
{\displaystyle {\mathcal {A}}_{1}={\mathcal {P}}(\Omega )}, also die Potenzmenge von {\displaystyle \Omega }, und
{\displaystyle {\mathcal {A}}_{2}=\{\emptyset ,\{1,2\},\{3,4\},\Omega \}},
dann sind {\displaystyle M_{1}=(\Omega ,{\mathcal {A}}_{1})} und {\displaystyle M_{2}=(\Omega ,{\mathcal {A}}_{2})} Messräume, aber die Menge {\displaystyle \{1\}} ist nur messbar bezüglich {\displaystyle M_{1}} und nicht bezüglich {\displaystyle M_{2}}.
Allgemein bildet jede Menge mit ihrer Potenzmenge einen Messraum. Besonders in der Wahrscheinlichkeitstheorie verwendet man häufig den Messraum {\displaystyle (\mathbb {R} ,{\mathcal {B}}(\mathbb {R} ))} der borelschen σ-Algebra.

## Isomorphie von Messräumen
Zwei Messräume {\displaystyle (\Omega _{1},{\mathcal {A}}_{1})} und {\displaystyle (\Omega _{2},{\mathcal {A}}_{2})} heißen isomorph, wenn es eine bijektive Funktion {\displaystyle f} von {\displaystyle \Omega _{1}} nach {\displaystyle \Omega _{2}} gibt, die {\displaystyle {\mathcal {A}}_{1}}-{\displaystyle {\mathcal {A}}_{2}}-messbar ist und deren Umkehrabbildung {\displaystyle f^{-1}} {\displaystyle {\mathcal {A}}_{2}}-{\displaystyle {\mathcal {A}}_{1}}-messbar ist.

## Klassen von Messräumen

### Borel’sche Räume
Ein Messraum {\displaystyle (\Omega ,{\mathcal {A}})} heißt ein Borel’scher Raum oder Borel-Raum, wenn es eine messbare Menge {\displaystyle B\in {\mathcal {B}}(\mathbb {R} )} gibt, so dass {\displaystyle (\Omega ,{\mathcal {A}})} und {\displaystyle (B,{\mathcal {B}}(B))} Borel-isomorph sind.

### Entscheidungsräume
Ein Entscheidungsraum ist ein Messraum, bei dem die σ-Algebra alle einelementigen Mengen enthält, wenn also für jedes {\displaystyle \omega \in \Omega } die Menge {\displaystyle \{\omega \}\in {\mathcal {\mathcal {A}}}} ist. {\displaystyle (\mathbb {R} ,{\mathcal {B}}(\mathbb {R} ))} ist beispielsweise ein Entscheidungsraum.

### Separierte Messräume
Ein Messraum {\displaystyle (\Omega ,{\mathcal {A}})} heißt ein separierter Messraum, wenn die Menge von Funktionen
{\displaystyle M:=\{\chi _{A}\,|\,A\in {\mathcal {A}}\}}
eine punktetrennende Menge auf {\displaystyle \Omega } ist. Dabei bezeichnet {\displaystyle \chi _{A}} die Charakteristische Funktion der  Menge {\displaystyle A}.
Dies ist genau dann der Fall, wenn es für je zwei voneinander verschiedene Punkte {\displaystyle x,y\in \Omega } eine Menge {\displaystyle A\in {\mathcal {A}}} gibt, so dass {\displaystyle x\in A} aber {\displaystyle y\notin A}.

### Abzählbar erzeugte Messräume
Ein Messraum heißt ein abzählbar erzeugter Messraum, wenn die σ-Algebra des Messraumes eine abzählbar erzeugte σ-Algebra ist, also einen abzählbaren Erzeuger besitzt.

## Verwendung
Für Messräume gibt es in der Wahrscheinlichkeitstheorie und Maßtheorie zahlreiche Anwendungen. Einerseits lassen sie sich nach Wahl eines Maßes zu einem Maßraum erweitern, andererseits entsprechen sie dem Wertebereich bei Konstruktion von Bildmaßen mittels messbarer Funktionen.
In der Stochastik werden die Messräume auch teilweise Ereignisraum genannt, die messbaren Mengen heißen dann Ereignisse. Nach Wahl eines Wahrscheinlichkeitsmaßes handelt es sich dann um einen Wahrscheinlichkeitsraum.